# Swedish Open 1971
Die Swedish Open 1971 im Badminton fanden am 9. und 10. Januar 1971 in Göteborg statt. Es war die 16. Austragung der Titelkämpfe. Es war einer der wenigen Starts von DDR-Badmintonspielern im nichtsozialistischen Ausland. Erfried Michalowsky, Edgar Michalowski, Monika Thiere und Angela Cassens vertraten die DDR.

## Sieger und Platzierte
| Disziplin    | Gold                        | Silber                        | Bronze                          |
| ------------ | --------------------------- | ----------------------------- | ------------------------------- |
| Herreneinzel | Elo Hansen                  | Sture Johnsson                | Jørgen Mortensen                |
| Herreneinzel | Elo Hansen                  | Sture Johnsson                | Erland Kops                     |
| Dameneinzel  | Eva Twedberg                | Margaret Beck                 | Pernille Kaagaard               |
| Dameneinzel  | Eva Twedberg                | Margaret Beck                 | Lizbeth von Barnekow            |
| Herrendoppel | Svend Pri Per Walsøe        | Henning Borch Erland Kops     | Klaus Kaagaard Jørgen Mortensen |
| Herrendoppel | Svend Pri Per Walsøe        | Henning Borch Erland Kops     | Tom Bacher Poul Petersen        |
| Damendoppel  | Margaret Beck Gillian Gilks | Anne Flindt Pernille Kaagaard | Karin Jørgensen Ulla Strand     |
| Damendoppel  | Margaret Beck Gillian Gilks | Anne Flindt Pernille Kaagaard | Monika Thiere Angela Cassens    |
| Mixed        | Derek Talbot Gillian Gilks  | Per Walsøe Pernille Kaagaard  | Svend Pri Ulla Strand           |
| Mixed        | Derek Talbot Gillian Gilks  | Per Walsøe Pernille Kaagaard  | Tom Bacher Anne Berglund        |

## Finalresultate
| Disziplin    | Sieger                      | Finalist                      | Ergebnis           |
| ------------ | --------------------------- | ----------------------------- | ------------------ |
| Herreneinzel | Elo Hansen                  | Sture Johnsson                | 17–18, 15–10, 15–5 |
| Dameneinzel  | Eva Twedberg                | Margaret Beck                 | 11–7, 11–5         |
| Herrendoppel | Svend Pri Per Walsøe        | Henning Borch Erland Kops     | 15–11, 15–11       |
| Damendoppel  | Margaret Beck Gillian Gilks | Anne Flindt Pernille Kaagaard | 17–14, 18–14       |
| Mixed        | Derek Talbot Gillian Gilks  | Per Walsøe Pernille Kaagaard  | 5–15, 15–6, 17–14  |

## Referenzen
- Federball 12 (1971) (2), S. 5–7, 10
- Ergebnisse Seite 14